# ويستفيلد (فيرمونت)
ويستفيلد (بالإنجليزية: Westfield, Vermont)‏ هي بلدة تقع في مقاطعة أورليانز (فيرمونت) بولاية فيرمونت في الولايات المتحدة. تأسست عام May 15, 1780، تبلغ مساحتها 104.1 (كم²)، وترتفع عن سطح البحر 542 م، بلغ عدد سكانها 503 نسمة في عام 2000 حسب إحصاء مكتب تعداد الولايات المتحدة وتصل الكثافة السكانية فيها 4.8 نسمة/كم2.

## أعلام
- كارول إس. بيج
- هيلين إم. وينسلو

## وصلات خارجية
- The US50 - Cities and Towns in Vermont State
- Vermont Cities and Towns, Facts, Map, Flag, Colleges, Government, and More